# Pérdida del estado clerical
Los sacerdotes secularizados son aquellos sacerdotes católicos que, ordenados legítimamente y tras haber ejercido su ministerio, optan por pedir dispensa de sus obligaciones al papa, en muchos casos para poder contraer matrimonio.
Son 2 las formas en las que puede perder el Estado Clerical:
a) Vía administrativa. Cuando el clérigo solicita libremente su salida
b) Vía penal. Cuando el clérigo es condenado, mediante sentencia, a la Expulsión del Estado Clerical.
Para cualquiera de estas 2 vías, se realiza un proceso canónico denominado Proceso Canónico para la Pérdida del Estado Clerical.

## Normativa anterior a Pablo VI y Juan XXIII
El sacramento del orden, según la teología católica, imprime carácter, es decir, señala de alguna manera al alma de quien lo recibe, al igual que el bautismo y la confirmación. De esta manera, tras la imposición del celibato obligatorio para los sacerdotes de rito latino, se consideraba que todo matrimonio contraído por un sacerdote tras su ordenación no era válido, y se llamaba "atentar" matrimonio. La vía para resolver esta situación era probar que la ordenación había sido nula, para lo que el sacerdote debía probar que no había reunido las condiciones para recibirla (situación forzada, ignorancia...). Destaca el caso del filósofo español Xabier Zubiri, quien obtuvo la dispensa en 1935 y contrajo matrimonio canónico al año siguiente.

## Actualidad
A la llegada al pontificado de san Juan XXIII, cientos de casos se encontraban archivados en los depósitos del Santo Oficio, organismo vaticano encargado de las dispensas. Muchos de estos sacerdotes habían contraído matrimonio por lo civil, o habían abandonado la práctica del sacerdocio para convivir con sus parejas e incluso tenían descendencia. Algunos de estos casos eran de sacerdotes que ya habían fallecido o se encontraban en edad anciana. Con san Juan XXIII se comenzó la práctica de las "secularizaciones": el Papa reducía al estado laical, con dispensa del celibato, al interesado. Estos casos eran muy específicos y su número fue escaso.
Fue el papa Pablo VI quien en su encíclica “Sacerdotalis Caelibatus” dispuso la normativa a seguir cuando se deseaba obtener la secularización. Se calcula que en las décadas 70 a 90 alrededor de 100.000 sacerdotes pidieron la dispensa en todo el mundo, en un contexto de crisis de vocaciones. En 2009 la Santa Sede agilizó los trámites para las secularizaciones, que llevaría la Congregación para el Clero, menos en casos de abusos sexuales, que llevaría a cabo la Congregación para la Doctrina de la Fe.

## Asociacionismo
En España la primera asociación fue creada en 1977 con el nombre de Asociación de Sacerdotes Casados de España (ASCE), cuyo fundador fue José María Lorenzo Amelibia, después de haber mantenido contactos con las asociaciones francesas e italianas. En España se crearon posteriormente el Movimiento Celibato Opcional (MOCEOP) y el Colectivo de Sacerdotes y Religiosos Secularizados (COSARESE). Relacionadas las tres asociaciones para cuestiones sociales comunes, se consiguió que contaran como cotizados para el momento de la jubilación los años pasados en el clero. A fecha de 2009, de los 100.000 sacerdotes secularizados que había a nivel internacional, se calculaba que un 10% provenían de España (10.000).
A partir de los años 70 se formaron asociaciones de sacerdotes secularizados a lo largo del mundo. A nivel internacional destaca la Federación Internacional de Sacerdotes Católicos Casados, habiéndose celebrado varios simposios mundiales. La revista Ministerium Novum relacionaba a los distintos grupos de todas las naciones. 